# فیل و فنجان
فیل و فنجان فیلمی به کارگردانی، تهیه کنندگی و نویسندگی رحیم روشنیان محصول سال ۱۳۴۵ است.

## خلاصه داستان
شعبان از شیراز برای کار به تهران می‌رود، و در استودیو فیلمبرداری با فرشته آشنا می‌شود..

## بازیگران
- گوگوش
- جواد قائم‌مقامی
- همایون
- دلیله نمازی
- رحیم روشنیان
- اکبر هاشمی
- یوری
- ذاکری
- حسن رضایی
- مرتضی حدیقی
- سروش خلیلی
- محمدرضا ویسه
- قاسمی
- محمد سبحانی
- حاتم زاده
- محمد محمدی
- ریحانه
- کارمن
- ملیحه نظری
- نصرت‌اله وحدت